# David Dawnay
Sir David Dawnay, britanski general, * 10. julij 1903, † 9. oktober 1971.